# 蒙蒂卡卢
蒙蒂卡卢是巴西圣卡塔琳娜州的一个市镇。总面积162.785平方公里，总人口10874人，人口密度66.8人/平方公里。